# Korsikanska
Korsikanska (corsu eller lingua corsa) är ett romanskt språk som talas på främst Korsika i Frankrike av cirka 150 000 personer. Korsikanska är nära besläktat med toskanska dialekter av italienska. Korsikanskan är i huvudsak ett enbart talat språk med stor regional variation, särskilt mellan norra och södra Korsika. De första exemplen på skriven korsikanska är från slutet av 1800-talet. Stavningen standardiserades inte förrän på 1970-talet.